# Arthur Freed
Arthur Freed, nome artístico de Arthur Grossman (Charleston, 9 de setembro de 1894 — Los Angeles, 12 de abril de 1973) foi compositor e produtor cinematográfico estadunidense.
Foi um dos mais importantes produtores de cinema dos Estados Unidos, produzindo preferencialmente filmes musicais, gênero que ajudou a popularizar nos anos 1930 até os anos 1950. Começou sua carreira no cinema compondo músicas para os primeiros musicais da Metro-Goldwyn-Mayer, estúdio para o qual trabalhou até o final de sua carreira, e depois foi promovido a produtor.
Entre seus maiores sucessos, estão os filmes O Mágico de Oz (1939, como produtor associado não creditado), Uma Cabana no Céu (1943), Agora Seremos Felizes (1944), Ziegfeld Follies (1946), The Harvey Girls (1946), Good News (1947), O Pirata (1948), Desfile de Páscoa (1948), Um Dia em Nova York (1949), Ciúme, Sinal de Amor (1949), Bonita e Valente (1950), Núpcias Reais (1951), O Barco das Ilusões (1951), Cantando na Chuva (1952), Gigi (1958), e muitos outros filmes musicais de grande sucesso.

## Músicas de sucesso

### Com Nacio Herb Brown
- "The Broadway Melody"
- "You Were Meant for Me"
- "Wedding of the Painted Doll"
- "Singin' in the Rain"
- "Pagan Love Song"
- "Should I"
- "Beautiful Girl"
- "Going Hollywood"
- "Temptation"
- "We'll Make Hay While the Sun Shines"
- "Cinderella's Fella Fell off the Cliff"
- "All I Do Is Dream of You"
- "You Are My Lucky Star"
- "I've Got a Feelin' You're Foolin'"
- "Broadway Rhythm"
- "Sing Before Breakfast"
- "Alone"
- "Would You"
- "Yours and Mine"
- "Smoke Dreams"
- "Good Morning"
- "Make 'Em Laugh"

### Com outros
- "I Cried for You" (com Gus Arnheim e Abe Lyman)
- "Our Love Affair" (com Roger Edens)
- "This Heart of Mine" (com Harry Warren)
- "There's Beauty Everywhere" (com Harry Warren)
- "Here's to the Girls" (com Roger Edens)

## Créditos de produção
- The Wizard of Oz (1939) (produtor associado)
- Babes in Arms (1939)
- Strike Up the Band (1940)
- Little Nellie Kelly (1940)
- Lady Be Good (1941)
- Babes on Broadway (1941)
- Panama Hattie (1942)
- For Me and My Gal (1942)
- Cabin in the Sky (1943)
- Best Foot Forward (1943)
- Du Barry Was a Lady (1943)
- Girl Crazy (1943)
- Meet the People (1944) (produtor executivo)
- Meet Me in St. Louis (1944)
- The Clock (1945)
- Yolanda and the Thief (1945)
- The Harvey Girls (1946)
- Ziegfeld Follies (1946)
- Till the Clouds Roll By (1946)
- Good News (1947)
- Summer Holiday (1948)
- The Pirate (1948)
- Easter Parade (1948)
- Words and Music (1948)
- Take Me Out to the Ball Game (1949)
- The Barkleys of Broadway (1949)
- Any Number Can Play (1949)
- On the Town (1949)
- Annie Get Your Gun (1950)
- Crisis (1950)
- Pagan Love Song (1950)
- Royal Wedding (1951)
- Show Boat (1951)
- An American in Paris (1951)
- The Belle of New York (1952)
- Singin' in the Rain (1952)
- The Band Wagon (1953)
- Brigadoon (1954)
- It's Always Fair Weather (1955)
- Kismet (1955)
- Invitation to the Dance (1956)
- Silk Stockings (1957)
- Gigi (1958)
- Bells Are Ringing (1960)
- The Subterraneans (1960)
- The Light in the Piazza (1962)